# 伍云甫

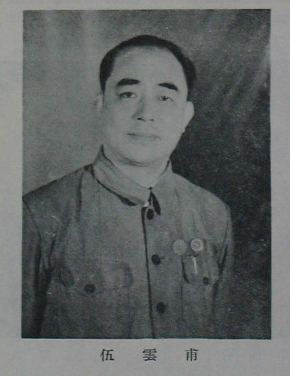
伍雲甫近照

伍云甫（1904年7月14日—1969年7月25日），原名伍允福，字松青，曾用名伍永福、左兆贵、吴兢生、王耘等，湖南耒阳县城厢区人，中华人民共和国政治人物。

## 生平
农民家庭出身。父亲伍如春（1878年-1959年），原在家乡当私塾老师，1913年进入湖南省立第一师范学校读书，与毛泽东同年级，被毛称为“伍大力士”。
伍云甫6岁读书。初小毕业后因家庭贫困曾失学当学徒。1920年高小毕业后考入湖南省立第三师范学校，1923年秋加入中国共产主义青年团。1925年毕业回乡当小学教员。1926年上半年到县立初级中学任教。被选为耒阳县教职员联合会执行委员兼任耒阳县总工会教育科科长。1926年4月加入中国共产党后，辞去教师工作脱产到县总工会工作，不久任工会总务处处长。1927年2月任湖南省农民协会驻耒阳农运特派员，同时任耒阳县农民协会秘书长兼中共党团书记。
大革命失败后，1927年9月至1928年3月任中共耒阳县委秘书长，负责编印县委机关报三日刊《耒潮》，同时秘密组织农民游击队，响应毛泽东领导的秋收起义。1928年2月任中共耒阳县第一区区委书记兼组织部部长，大力发展党组织，参加湘南起义，动员组织农民武装配合部队作战。起义部队上井冈山后，率农民自卫军独立团坚持斗争，从事游击活动。1928年夏到国民党第五十一师从事兵运工作。
1930年初到武汉，被派到上海参加中特科第四科的无线电训练班学习。后在中共中央秘密电台工作兼无线电训练班教员。1931年1月被派到中央苏区，任军委无线电大队报务员，完成了同上海党中央电台直接通讯的任务。1931年9月至11月任无线电侦察训练班政治委员。1932年任中国工农红军第一方面军通信处政治委员。后任中央军委无线电总队政治委员。在此期间，经常能见到毛泽东。当毛泽东得知伍云甫的父亲是伍如春时说感叹：“伍如春的儿子也来参加革命了！”
1933年12月至1936年12月任军委总参谋部通信局党总支书记。1934年1月至10月任军委总参谋部通信局副局长。同年10月至1935年8月任军委总参谋部第三局政治委员。参加中央革命根据地第二至第五次反“围剿”作战。1934年10月参加中央红军长征。红一、四方面军会合后，1935年8月至1936年12月任红军总司令部第三局政治委员。1936年4月起任中共中央西北局总指挥部司令部第三局政治委员。4月至10月任中国工农红军第四方面军通信学校校长。在朱德、刘伯承领导下，同张国焘分裂主义进行斗争，想尽办法保持了红一、二、四方面军无线电通信联系。12月到陕北后，任中央军委直属第二政治处主任。1937年4月入中国抗日军政大学第二期第一队学习，任党支部书记。
抗日战争爆发后，1937年8月至1942年2月任八路军驻西安办事处处长（同期林伯渠、董必武为驻陕中央代表住在办事处）。1941年秋回延安，1941年12月起任陕甘宁边区银行副行长、边区政府财政厅副厅长。1942年5月至9月任中央军委秘书长。1942年9月随林彪前往西安、重庆和国民党谈判。1943年6月随周恩来等离重庆回到延安。 1943年9月进中央党校一部学习，任第九支部书记。1944年3月调任中央党校四部副主任。1944年4月随林伯渠、王若到西安、重庆和国民党谈判。1945年2月回到延安。1945年3月被选为七大代表。1945年4月至6月作为华中代表团成员出席中共七大。
1945年7月27日出任新成立的解放区临时救济委员会（后改为中国解放区救济总会）秘书长。1946年初跟随叶剑英到北平军事调处执行部任行政处处长。1946年5月任中共南京局上海工作委员会委员、中国解放区救济总会秘书长兼党组书记、中国解放区救济总会上海办事处主任。1947年5月离开上海到山东处理救济物资整顿当地救济分会工作。1947年8月到河北西柏坡，10月任中央工作委员会办公处处长、中央工委秘书长兼中央直属机关党委副书记。1948年5月起任中共中央书记处办公处处长。1949年3月起任中央办公厅行政处处长兼直属机关总支书记等职。
1949年第一届全国政协特邀代表。1950年4月任中国人民救济总会秘书长兼党组书记。1954年，当选第一届全国人民代表大会代表。1956年10月中国人民救济总会与中国红十字会合署办公，任中华人民共和国卫生部副部长兼中国红十字会副会长、党组书记。多次出席红十字会国际会议，领导国际救济和政府交办的协助外国侨民回国、遣送战俘等工作。
第三、第四届全国政协委员。1962年9月至1966年5月任中共中央第八届监察委员会委员、候补常务委员。“文化大革命”中受迫害。1969年7月25日因病在北京逝世。党的十一届三中全会后，中共中央为其召开追悼会。

## 家人
- 父亲伍如春（1878年-1959年）
- 弟弟伍允斌

- 妻子
- 儿子伍绍祖